# Sepsophis punctatus
Sepsophis punctatus is een hagedis uit de familie skinken (Scincidae).

## Naam en indeling
De wetenschappelijke naam van de soort werd voor het eerst voorgesteld door Richard Henry Beddome in 1870. Beddome beschreef de soort op basis van een enkel exemplaar. Pas 137 jaar later, in 2007, werd een tweede exemplaar aangetroffen en later volgden meer waarnemingen in 2009 (2) en in 2011 (4).
Sepsophis punctatus is de enige soort uit het monotypische geslacht Sepsophis, dat eveneens in 1870 door Beddome werd beschreven.

## Uiterlijke kenmerken
Het lichaam is langwerpig van vorm en heeft een reebruine bovenzijde en zeer donkere flanken. Aan de voorzijde van de rug zijn donkere zwarte vlekken aanwezig die doorlopen op de kop. De lichaamslengte exclusief staart bedraagt ongeveer 60 tot 125 centimeter, de staart is korter dan het lichaam. De totale lichaamslengte kan oplopen tot bijna twee meter.
De pootjes zijn zeer klein en zijn moeilijk te zien. De lengte van de kop is iets groter dan de breedte, de snuitpunt is afgerond en steekt wat uit boven de onderkaak.

## Verspreiding en habitat
De soort komt voor in delen van Azië en leeft endemisch voor in India in de staten Odisha en Andhra Pradesh.
De habitat bestaat uit zandgronden met een losse boden, alle soorten zijn zeer goede gravers die zich snel ingraven bij verstoring.
Amphiglossus · 
Ateuchosaurus · 
Barkudia · 
Brachymeles · 
Brachyseps · 
Chalcides · 
Chalcidoseps · 
Eumeces · 
Eurylepis · 
Feylinia · 
Flexiseps · 
Gongylomorphus · 
Grandidierina · 
Hakaria · 
Janetaescincus · 
Jarujinia · 
Madascincus · 
Melanoseps · 
Mesoscincus · 
Nessia · 
Ophiomorus · 
Pamelaescincus · 
Paracontias · 
Plestiodon · 
Proscelotes · 
Pseudoacontias · 
Pygomeles · 
Scelotes · 
Scincopus · 
Scincus · 
Scolecoseps · 
Sepsina · 
Sepsophis · 
Typhlacontias · 
Voeltzkowia